# Aníbal Lovera
Aníbal Lovera Talavera (26 de enero de 1926 - 23 de enero de 1994) fue un cantante y compositor paraguayo. Folclorista y exponente de la música épica, fue otro de los cantantes y compositores que han sabido llegar al gusto popular. Fue cantor de la epopeya del Chaco.
Nació en Paraguay, en el Departamento de Paraguarí, en la ciudad de Quyquyhó en un humilde hogar el día 26 de enero de 1926, y falleció en Asunción el 23 de enero de 1994, luego de haber permanecido los últimos años de su vida completamente ciego, aquejado de una larga enfermedad que lo tuvo postrado en cama durante mucho tiempo.

## Infancia y juventud
Su paso por la vida, no fue fácil, creador e intérprete, quien parece surgir de la nada y con ella manifestaba su propia visión de la realidad. Su música, no vive como una simple expansión de sonidos, sino que, casi siempre se atiene a especificar alguna cosa.
Los primeros pasos dentro del campo de la música los dio integrando el coro de la Escuela Pedro Juan Caballero, ahí demostró las cualidades de su voz, talento que lo llevaría luego a ser uno de los más aplaudidos intérpretes de la música folklórica paraguaya, por sus cualidades excelentes y distintivas, con un sentimiento Nacional cuyo liderazgo, a su vez, logra despertar la conciencia y la sensibilidad de sus contemporáneos.
Inicio sus estudios de guitarra y la de su formación musical en el Ateneo Paraguayo con Dionisio Basualdo, quien fue el primer maestro que lo encamino por la senda del conocimiento musical.
En la década del 40 conformó sus primeras agrupaciones musicales conjuntamente una de ellas, con Felipe Sánchez y Guillermo Vera, con el fin de intentar conquistar los escenarios y buscar éxitos en la carrera que él había abrazado, cual es la música. 

## Trayectoria
Sus canciones fueron siempre interpretadas con un estilo único, proporcionada por su cálida voz, resaltada por las características de sus composiciones que siempre contenían historias épicas o de exaltación a personalidades civiles o militares, las cuales las cantaba con un matiz coloquial pero vibrante.
A lo largo de su extensa carrera como cantante, guitarrista, autor y compositor integró varias agrupaciones, actuando al lado de otros talentos con quienes llegarían a ser orgullosos de la música autóctona o nativo de nuestro país.
Gran creador de la música del Paraguay, que con su creatividad e inspiración,  pinta el Paraguay profundo, un pueble solidario y sensible, cuyas heridas sufridas a lo largo de su historia son curadas con el esplendoroso canto de Gratitud a la Vida, al Amor, a la Esperanza, a los Sueños.
Entre 1948 y 1950 forma parte del Conjunto Folklórico Guaraní dirigido por el maestro Julián Rejala, cantando a dúo con Wilma Ferreira en la que Aníbal Lovera era la voz principal.
El 6 de enero de 1950 creó su propio conjunto que debutó en la inauguración de Radio Guaraní, la que sería luego una de las prestigiosas emisoras de nuestro país, y fue en esa la gran ocasión para que su conjunto musical se presentase por primera vez ante el gran público.
Todos los grandes grupos que tenían un buen pensamiento por el gusto popular, tenían registradas sus mejores composiciones en algún sello discográfico, Aníbal Lovera y su conjunto tuvieron esa oportunidad cuando en el año 1957 firmó contrato y grabó su primer “Long play” (LP) para el sello Marpar, a partir de este material los éxitos se sucedieron y las presentaciones fueron numerosas.
Los éxitos se sucedieron y las presentaciones fueron importantes a partir de este material.
En la década del 60, actuaron en un seminario en Villa Devoto en Buenos Aires. Argentina.
Una de sus producciones fonográficas, "Dulce Margarita", le valió el Disco de Oro por las ventas, concedido a su persona por RCA Internacional.
En el año 1961 obtuvo el primer premio en un Concurso Nacional de Música Popular organizado por el sello discográfico Marpar y Villalonga Hermanos, una conocida casa comercial de esa época, galardón que le sirvió para mejorar aún más el posicionamiento del conjunto. 
Entre los años 1970 y 1980 fue participante asiduo de programas televisivos de la serie “Así Canta mi Patria”, un espacio que se dedicaba a difundir las mejores composiciones del repertorio nativo, conjuntamente con sus amigos e integrantes de su conjunto, excelente músicos; Reinaldo Sanabria, Papi Meza, Rodolfo Roa, Lorenzo Leguizamón y otros.

## Obras
A lo largo de su carrera grabó más de 30 discos de larga duración, la gran mayoría de sus músicas eran de contenido épico rememorando batallas, de la contienda chaqueña entre los años 1932 y 1935, también sus canciones eran de exaltaciones a personalidades civiles o militares.
Por los éxitos obtenidos en la venta de sus discos que superaban las cifras estipuladas por los sellos discográficos, ganó un disco de oro otorgada por la compañía disquera RCA internacional, por su material Dulce Margarita.
Entre sus obras más trascendentes se encuentran las letras de:
• “Purahéi Paha Trinchera Ári”, polca paraguaya musicalizada por el acordeonista Justo Meza Roa (“Papi Meza”).
• “Flor de Caña”, rasguido doble con música del arpista Lorenzo Leguizamón.
• “Pirizal”, polca paraguaya compuesta junto al cantante y guitarrista Reinaldo Sanabria.
• “Pancholo”, polca paraguaya con música de Matías Götz (dedicada al General Francisco Caballero Álvarez, tomada erróneamente por muchos simpatizantes de la ANR como una dedicatoria al dictador Alfredo Stroessner).
También le pertenece la musicalización de obras tales como:
• “Azucena”, polca paraguaya con letra del poeta Zoilo Florentín Cantero.
• “Ofrenda de un Querer”, polca paraguaya, con versos de Alberto Ramón Marecos.
Además, otras como la guarania “Recuerdos de Ayer”, y la polca paraguaya “R.I. 16 Infantería”, le pertenecen en letra y música.
Entre los éxitos de otros autores interpretados en su extensa discografía se encuentran las canciones:
• “Mi Pobre Vida”: polca canción de Ramón Arroyo y Armando Riveros.
• “Josefina”: polca paraguaya con letra de Aniceto Sánchez Goiburú y música de Mauricio Cardozo Ocampo.
• “La Canción del Soldado”: polca paraguaya; letra del célebre poeta Manuel Ortiz Guerrero, adaptada a una melodía recopilada y atribuida por el músico y folklorólogo Mauricio Cardozo Ocampo al flautista caazapeño Eloy Martín Pérez con el título de “Nde Resa Porã”, y adjudicada de igual forma al guitarrista también caazapeño Carlos Talavera, recopilada por Agustín Barrios con el título “Caazapá”.
• “Regimiento 7”: polca paraguaya, letra de Gabriel Resquín música de Andrés Cuenca Saldívar. (Relato de la Segunda Batalla de Nanawa durante la guerra entre Paraguay y Bolivia, teniendo como tema central el deceso del Teniente sanlorenzano Norberto Benítez.  
• “Don Alfredo”: polca paraguaya, con letra de Alfonso Lovera Talavera y música de Francisco Larrosa (Dedicada al dictador Alfredo Stroessner, y más conocida por el público como “La Polca General Stroessner”).
• “Marzo Ko'ême”: polca paraguaya, letra de Emiliano Fernández Rivarola (“Emiliano R. Fernández”), música de Generoso Larramendia Cortesi (Versos escritos por el poeta Emiliano R. Fernández para el acto conmemorativo de la muerte del Mcal. Francisco Solano López realizado en el Panteón de los Héroes [Asunción] en 1931; poema musicalizado bajo permiso del autor por Generoso Larramendia y grabada originalmente por el conjunto de los Hermanos Larramendia).
• “Soldado del Chaco”: polca paraguaya, letra del Cnel. Reinaldo Sosa Arza, música de Mauricio Cardozo Ocampo.
• “En Mi Pensamiento”: guarania; letra de Pablo Venancio Almirón, música de José Antonio “Pepito” Alvarenga Torres.
• “Para Tí Mi Corazón”: polca canción, letra / música de Toledo Núñez Peña.
• “Trigueñita”: polca paraguaya, letra de Emiliano Fernández Rivarola (“Emiliano R. Fernández”), música de Herminio Giménez.
• “Che Jazmín Poty”: polca paraguaya de Samuel Aguayo Alfonzo.
• “29 de Septiembre”: polca que narra la victoria del ejército paraguayo en la Batalla de Boquerón (Guerra del Chaco) letra del Miguel Gerónimo Fariña, música del Mtro. Ramón Reyes.
• “Rojas Silva Rekávo”: polca paraguaya, letra de Emiliano Fernández Rivarola (“Emiliano R. Fernández”), música de Mauricio Cardozo Ocampo.
• “Tujami”: polca paraguaya, letra de Emiliano Fernández Rivarola (“Emiliano R. Fernández”), música de Andrés Cuenca Saldívar (relato en guaraní de un encuentro del poeta con un veterano de la Guerra de la Triple Alianza, del cual se presume que no fue otro que su padre).
• “Juntitos los Dos”: polca canción, letra de Emiliano Sebastián Aparicio De Los Ríos, música de Ángel Custodio Benítez Urrustarazu.
• “Corazón”: guarania, letra y música de Mauricio Cardozo Ocampo.
En su discografía también destacaron las interpretaciones hechas por los miembros de su conjunto (principalmente la dupla formada por el arpista Lorenzo Leguizamón y el acordeonista “Papi” Meza) de temas instrumentales paraguayos tradicionales, en su mayoría recopiladas por Mauricio Cardozo Ocampo, tales como las polcas “Paraguarí”, “Guãiguî Pysãpê”, “Achuíta”, o de otros compositores, como las polcas “Tres de Mayo” de Julián Alarcón, “Yvoty Okára” del mismo Papi Meza, o los chamamés “Po'ígui Rei” del recordado acordeonista Pedro “Papi” Orrego, y “Triste Suspiro”, compuesto por Gerónimo Cataldo sobre versos de Pablo Venancio Almirón, en su versión instrumental.

## Discografías
Grabó más de 30 discos, especializándose en música épica, especialmente del repertorio relacionado con la Guerra del Chaco (Paraguay- Bolivia 1932-1935). 
Por sus éxitos, recibió un disco de oro de la RCA Internacional por el éxito en las ventas de su material Dulce Margarita.